# Ричи Блекмор
Ричард Хю Блекмор (на английски: Richard Hugh Blackmore), познат още като Ричи Блекмор (на английски: Ritchie Blackmore), е британски китарист, роден на 14 април 1945 г. в Уестън сюпър Меър, близо до град Бристъл (Англия). Блекмор е един от основателите и бивш соло китарист на легендарните британски рок групи Дийп Пърпъл и Рейнбоу, а понастоящем участва в съвместен проект с жена си Кендис Найт, наречен Блекморс Найт.
Много музикални критици и фенове го определят като един от най-добрите и влиятелни китаристи в историята на хардрока.

## Биография
Ричи Блекмор се мести със семейството си от родния Уестън сюпър Меър в Хестън, Мидълсекс още на двегодишна възраст. Първата си китара получава като подарък от баща си, когато е на десет години и веднага започва уроци по класическа китара. През 1960 година започва работа като сесиен музикант, взимайки участия в записи и концерти на групи и изпълнители като Heinz & Wild Boys, Screaming Lord Sutch, The Outlaws и Гленда Колинс. През 1968 г. заедно с кийбордиста Джон Лорд основава рок групата Дийп Пърпъл, идеята за която се заражда първоначално в главата на близкия приятел на двамата Крис Къртис, предложил хрумването си на двама музикални бизнесмени Тони Едуардс и Джон Колета, които остават силно впечатлени от инструменталния талант на двамата. Бизнесмените решават да подпомогнат сформирането на група, като в основата са Блекмор и Лорд. Празнотите запълват барабанистът Иън Пейс, басистът Ник Симпър и вокалистът Род Евънс. Стилът на групата в този период е повече блусарски и поп-ориентиран, наподобяващ на моменти Бийтълс, а водещ инструмент е кийбордът на Лорд. След три албума за две години групата решава да даде повече свобода на Блекмор в творчески и инструментален аспект, което резултира в по-твърдо звучене и преминаване от поп-блуса към хардрок. С албума „Deep Purple In Rock“, вече с променен състав и Иън Гилън за вокалист, започва легендарната история на една от най-успешните и влиятелни хардрок групи в света. Рифовете и солата на Блекмор впечатляват милиони фенове, а сценичните му изяви с безкрайни импровизации и виртуозни прийоми, като свирене с крака, зад гръб и т.н., небрежното му разпуснато държание на сцената, както и странното му облекло стават легендарни и са последвани от редица китаристи. Следващите няколко албума са със символично значение за рока, а песента „Smoke on the Water“ от албума „Machine Head“ (написана след пожар в казиното, където групата е трябвало да запише албума) се превръща в емблема на Дийп Пърпъл и в техния най-голям успех в световен мащаб, най-вече благодарение на запомнящия се риф на Блекмор, определен като един от най-добрите рифове в историята на музиката.
През 1971 г. Блекмор взима участие в еднодневен проект, наречен Green Bullfrog, заедно с барабаниста на Дийп Пърпъл Иън Пейс и редица други блус и рок музиканти. Проектът е по идея на продуцентът Дерек Лорънс и представлява съвместни записи на множество песни, някои от които написани от Лорънс с помощта на останалите музиканти, както и много блус-кавър версии на рок песни. Компилацията е издадена следващата година от Decca Records и преиздадена през 1991 г. от Abbey Road Studios.
През 1975 г. Ричи Блекмор напуска Дийп Пърпъл и основава групата Рейнбоу, с вокалист Рони Джеймс Дио, която също се превръща в едно от големите имена в хардрока, и се радва на огромен слушателски интерес, преди да бъде разформирована от основателя си през 1984 г., който същата година се завръща в Пърпъл, за да вземе участие в записите по албума „Perfect Strangers“ – първият студиен албум на групата от девет години. Блекмор взима участие в още три студийни албума – „The House of Blue Light“ (1987), „Slaves and Masters“ (1990) и „The Battle Rages On“ (1992) – преди да напусне окончателно групата в началото на 1994 г. През 1995 г. събира отново Рейнбоу в съвсем нов състав за записите на албума „Strangers in Us All“, който е и последният официален албум на групата.
Запазената марка на Ричи Блекмор по време на престоя си в Дийп Пърпъл и Рейнбоу е електрическата китара Fender Stratocaster.
Понастоящем Блекмор е член на създадената от него и жена му Кендис Найт група Блекморс Найт. Стиловата ориентация няма нищо общо с предните му групи, звученето е предимно акустично, фолклорно и ренесансово.

### Потомство
Блекмор има син, който се казва Юрген Ричард Блекмор, роден през 1964 г. и отраснал в немския град Хамбург – дете от брака на Ричи с първата му жена – германката Маргит. Юрген Блекмор следва примера на баща си и се захваща професионално с рок музиката, основавайки солова група след кратки участия в други рок формации.
От бракът му с Кандис Найт през 2010 г. се ражда дъщеря му Отъм Есмералда, а през 2012 г. – вторият му син, наречен Рори Дартанян.

## Ричи Блекмор в България
- На 17 април 2007 г. Ричи Блекмор с групата си „Блекморс Найт“ изнася концерт в Зала 1 на НДК в София. Наред с ренесансовите песни от албума им Village Lantern, те изпълняват и вечни рок хитове, като Soldier of Fortune, Smoke on the Water, Child in Time и др.

Първото идване на Ричи Блекмор в България е в пловдивския Античен театър в края на юни 1999 г. За този концерт групата пристига по-рано, за да присъства на концерта на „Апокалиптика“, състоял се в предишния ден. След това изнасят концерт в Зала 1 на НДК в София, където представят албума си Under A Violet Moon.